# ペントミニアム
ペントミニアム (Pentominium) はアラブ首長国連邦 ドバイに建設中の超高層ビルである。2024年完成予定であったが2011年8月に、25階の高さまで建てられたところで建設は止まっている。

## 概要
"ペントミニアム"とは"ペントハウス"と"コンドミニアム"のかばん語である。ドバイの不動産会社トライデント・インターナショナル・ホールディングスが計画し、ロンドンに本社を置く建設会社「アエダス・アーキテクツ社」が建築を手がける超高層レジデンス。高さは516mで地上122階建てである。現時点では世界で最も高層にある住居となる。ペントハウスは1フロア1室で各ペントハウスの専有面積は、約604.5〜697.5平米。居住空間のほか、101階にはスカイラウンジ、ビジネスセンター、シガーラウンジを設置する。最上階の24レジデンスのインテリアはサルヴァトーレ・フェラガモが担当する。

## 立地
ペントミニアムが建つのは、ドバイのドバイマリーナ地区でドバイで唯一ペルシア湾に面し、市街地とビーチリゾートの二面性を持つため、ドバイでも特に人気の高い地区として知られている。2010年に開港に向け建設がすすむ新空港ジュベル・アリ国際空港にやフリーゾーン地区も至近距離にあり、ペルシア湾に浮かぶ人工の島「パームアイランド」も望める素晴らしい眺望が広がる。